# Quadriglia d'amore
Quadriglia d'amore (Anything Goes) è un film del 1956 diretto da Robert Lewis.
Il film è il secondo adattamento cinematografico del musical di Cole Porter Anything Goes (1934), su libretto di Guy Bolton e P.G. Wodehouse, ma come la pellicola del 1936 anche Quadriglia d'amore apporta grossi cambiamenti alla trama dello spettacolo teatrale.

## Trama
Bill Benson e Ted Adam sono importanti uomini dello spettacolo che si recano a Parigi per trovare una star per il loro nuovo show a Broadway. Tuttavia, entrambi finiscono per scegliere un'attrice all'insaputa dell'altro e durante il viaggio di ritorno negli Stati Uniti i nodi vengono al pettine.

## Produzione

### Sviluppo
Nel 1936 Paramount Pictures aveva già prodotto un adattamento cinematografico del musical di Porter, sempre con Bing Crosby nel ruolo del protagonista. Questo secondo adattamento mantiene pochissimo della trama del musical originale, ad eccezione del titolo e di cinque canzoni: "Anything Goes", "You're the Top", "I Get a Kick Out of You", "It's De-Lovely" e "Blow, Gabriel, Blow". Nuove canzoni furono scritter per il film da Sammy Cahn e Jimmy Van Heusen. Nick Castle ha curato le coreografie dei numerosi musicali, con l'eccezione di "Anything Goes" coreografato da Ernie Flatt e "I Get a Kick Out of You", coreografato da Roland Petit per la moglie Zizi Jeanmaire.

### Riprese
Le riprese si sono svolte tra l'aprile e il maggio 1955.